# Toberovo čerpadlo
Toberovo čerpadlo (též Toberovo zdvihadlo minerálních vod, resp. Tober’s Mineralwasser-Hebemaschine) je český vynález, vytvořený na popud doktora Heidlera mechanikem J. Toberem z pražské techniky pro potřeby čerpání Křížového pramene v Mariánských Lázních roku 1853. Jednalo se vlastně o sací pumpu, která se uváděla do činnosti pomocí točícího se kola. To pohánělo přes vačkovou hřídel pístový mechanismus, který vytvářel podtlak. Voda vytlačená do hlavní trubice přetékala do skleněné přelivné vázy, z níž byla gravitačně rozváděna cínovým potrubím k spotřebitelům.
Úspěch nového vynálezu byl natolik velký, že byl během krátké doby využit i u jiných pramenů v Mariánských Lázních a v následujících desetiletích se rozšířil i do dalších lázeňských destinací jako byly Františkovy Lázně, Karlovy Vary, Pjatigorsk na Kavkaze, Svatý Mořic atd.
Postupem času se však prosazovala i jiná řešení a Toberovo čerpadlo v následujícím století upadlo v zapomenutí.